# Liste der Kulturdenkmale in Chemnitz-Zentrum
Die Liste der Kulturdenkmale in Chemnitz-Zentrum ist wegen ihrer Länge in folgende Listen aufgeteilt:
- Liste der Kulturdenkmale in Chemnitz-Zentrum, A–M
- Liste der Kulturdenkmale in Chemnitz-Zentrum, N–Z